# جاك غوردون
جاك غوردون (بالإنجليزية: John Gordon)‏ (11 أبريل 1899 في المملكة المتحدة - 11 أبريل 1964 بغلاسكو في المملكة المتحدة) هو لاعب كرة قدم بريطاني (وحمل سابقاً جنسية المملكة المتحدة لبريطانيا العظمى وأيرلندا) في مركز مهاجم داخلي. لعب مع بورت فايل ودونفرملين أثلتيك ونادي لوتون تاون ونادي كوينز بارك ونادي غرينوك مورتون.